# EuroCentralAsian Lesbian* Community

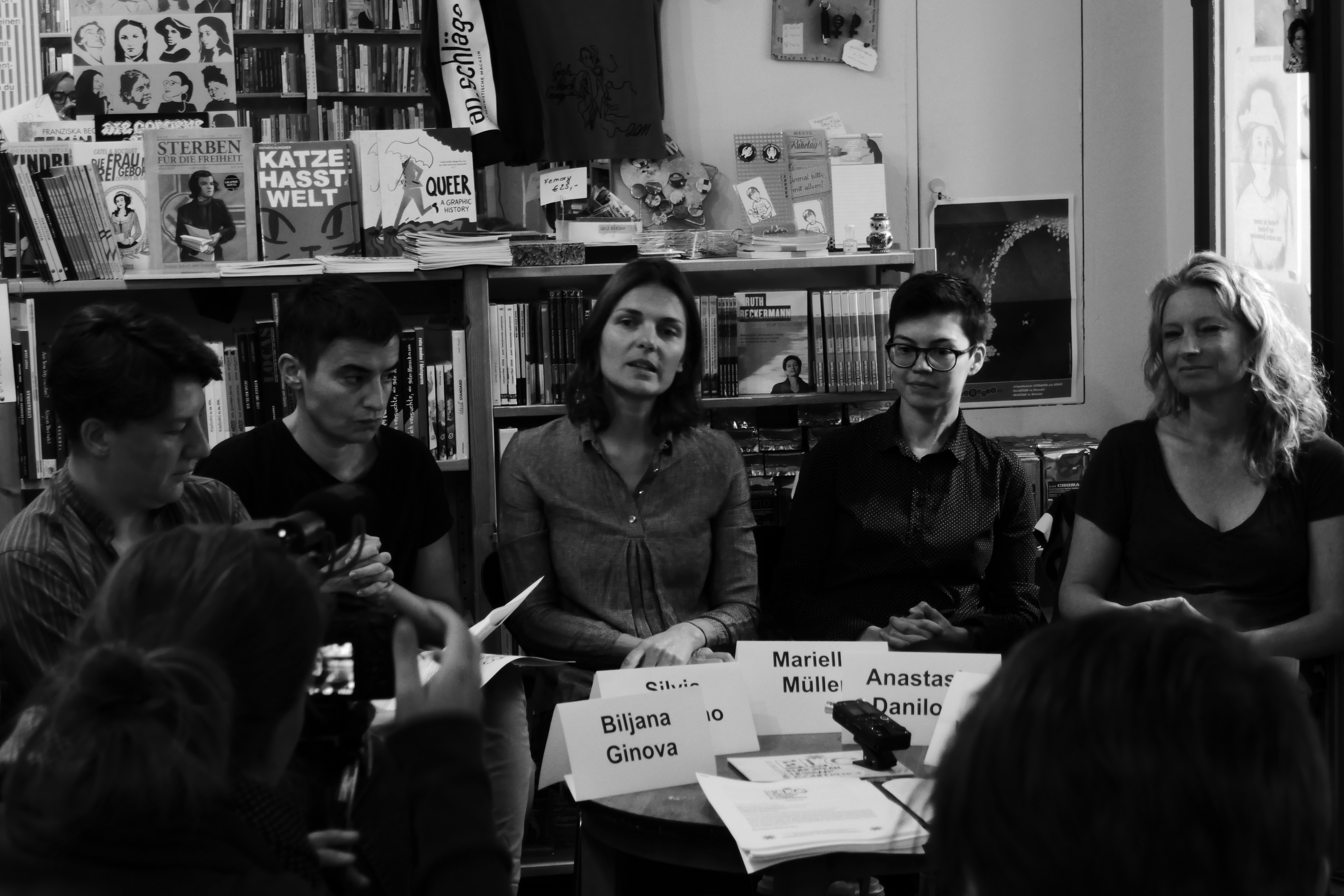
Conférence de presse de l'EL*C à la librairie féministe ChickLit, à Vienne.

La Conférence lesbienne* européenne (en anglais, European Lesbian* Conference) (EL*C) est l'une des premières conférences indépendantes lesbiennes en Europe, qui s'est tenue du 5 au 8 octobre 2017 à la Brotfabrik à Vienne, en Autriche.

## Histoire
La première conférence internationale de lesbiennes est organisée par l'International Lesbian Information Service (ILIS), au sein de l'ILGA en 1980 à Barcelone.
En 1998, ILIS arrête totalement son activité et publie un communiqué final. Sheley Anderson écrit un rapport final de 58 pages portant le titre « Les droits des lesbiennes sont des droits humains » pour souligner l'un des principaux axes d'ILIS.
En 2013, la ville de Marseille est désignée pour accueillir l'EuroPride,. À cette occasion, l'association lesbienne marseillaise Centre Évolutif Lilith (CEL), la Coordination lesbienne en France (CLF) et les Lesbiennes of Color (LOCs), avec le soutien de Bagdam Cafée de Toulouse, décide d'organiser la première EuroLesboPride,. 
En 2016, lors de la conférence annuelle de l'ILGA à Chypre, 70 militantes lesbiennes européennes participent à un atelier organisé spécifiquement par elles. Les participantes à l'atelier concluent au besoin urgent de renforcer et d'accroître la visibilité des lesbiennes, pour développer des réseaux et travailler sur les besoins et l'oppression des lesbiennes.

À la suite de cela en 2017, la première conférence européenne des lesbiennes est organisée de manière indépendante de l'ILGA,,,,, Silvia Casalino, Anastasia Danilova, Mariella Müller, Alice Coffin, Olena Shevchenko et Maria von Känel comptent parmi les cofondatrices. Le 2 février 2017, Ewa Dziedzic, Mariella Muller et Michaela Tulipan enregistrent officiellement l'ONG basée à Vienne, et présidée par Silvia Casalino et Mariella Müller.

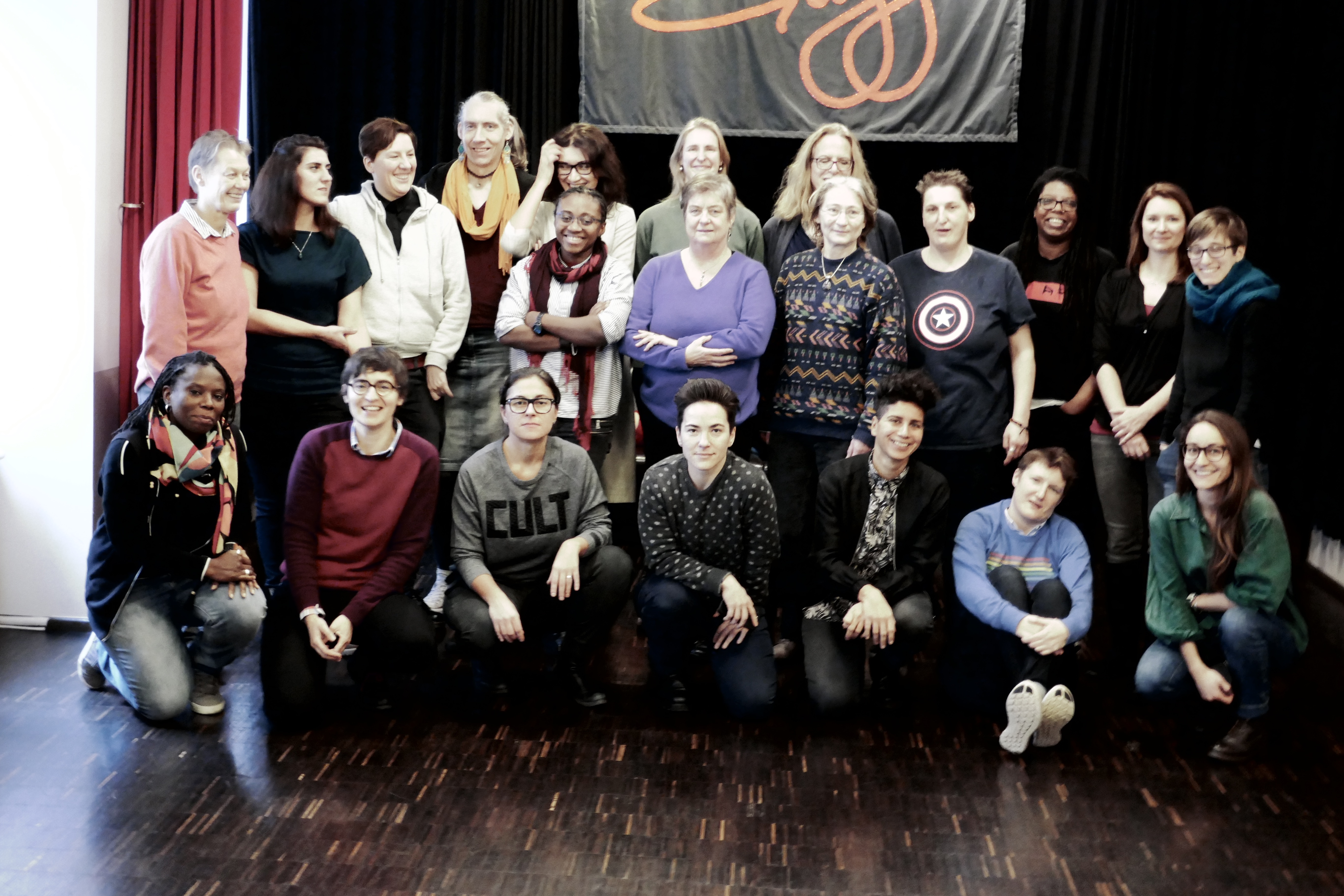
Certains membres du conseil d'administration de la conférence européenne des lesbiennes (EL*C) lors d'une réunion à Vienne, en janvier 2018

Karima Zahi représente l'EL*C au cours de la Journée de visibilité lesbienne au Parlement Européen le 26 avril 2018,,,,,. À cette occasion, elles évoquent le problème de la lesbophobie dans les pays européens, l'activisme des lesbiennes dans les Balkans et en Turquie, la visibilité des lesbiennes dans l'éducation et les problèmes rencontrés par les lesbiennes demandeuses d'asile. Kika Fumero et Martha Fernándes Herráiz d'Espagne sont également les représentants de l'ONG Lesworking.

### La conférence de 2017 à Vienne
Plus de 400 femmes de 44 pays européens et d'Asie centrale sont invitées à la conférence selon Maria von Känel. Bien que Belgrade ait été considérée comme un lieu d'hébergement possible de prime abord, Vienne est en définitive choisie pour des raisons logistiques et parce qu'elle dispose d'une communauté lesbienne active et visible.
L'objectif principal de la conférence est de rendre les lesbiennes visibles, de lutter contre la lesbophobie et de promouvoir des réseaux de solidarité. Alice Coffin souligne le fait que, lorsqu'une cause n'est pas visible, elle n'existe pas. Pour les lesbiennes, ceci est démontré par une analyse du budget alloué aux lesbiennes. Selon Coffin, sur 424 millions de dollars alloués aux projets LGBT, seuls 2% sont distribués en faveur des lesbiennes. En outre, la participation aux conférences de l'ILGA reste onéreuse. L'EL*C permet la participation de 100 personnes à titre gratuit et garde des coûts d'inscription très faibles afin d'assurer la diversité des participantes et de répondre à une critique adressée à l'ILGA depuis les années 1980.
La première déclaration liminaire est faite par Ulrike Lunacek, alors candidate du parti vert aux élections législatives à Vienne,. Dans son discours d'ouverture, la politicienne écologiste autrichienne, qui assume publiquement son orientation lesbienne, souligne que si le travail sur la visibilité est crucial, certains progrès doivent également être faits au niveau juridique pour assurer l'égalité des droits pour les lesbiennes. D'autres déclarations d'ouverture ont été faites par Faika El-Nagashi, Ewa Dziedzic, Phyll Opoku-Gyimah et Linda Riley, l'éditrice de Diva magazine, qui prononcent un discours d'introduction à la conférence.Deux femmes africaines, parmi lesquelles Chukwuike Obioma n'ont pas été en mesure de venir à la conférence parce qu'elles n'ont pas obtenu de visa pour l'Autriche.
La devise générale de la première EL*C conférence est « CONNECTER, RÉFLÉCHIR, AGIR, TRANSFORMER ».
Une manifestation est organisée dans les rues de Vienne, après la clôture de la conférence le 7 octobre,.

#### Thèmes principaux de la conférence
Les thèmes principaux sont annoncés par Alice Coffin parmi d'autres en septembre 2017 :
- Activisme lesbien
- Recherches lesbiennes
- Politiques lesbiennes
- Réseautage et organisation lesbienne

Elizabeth Holzleithner, professeure de philosophie légale et études genre, donne une conférence d'ouverture sur les aspects juridiques, intitulée « Légalement lesbienne ». Elle aborde l'histoire juridique des relations sexuelles entre femmes.
Une place particulière est donnée à l'histoire des lesbiennes en Europe. Evien Tjabbes évoque l'émergence d' ILIS dans les années 1980, le souhait de parler des problématiques lesbiennes séparément de l'ILGA, car les femmes estiment que les problèmes rencontrés par les lesbiennes sont différents même s'il y a des recoupements avec les thématiques LGBTIQ.
Alice Coffin, Hengameh Yaghoobifarah et Linda Riley parlent de la place que les lesbiennes occupent dans les médias.

#### Galerie photo

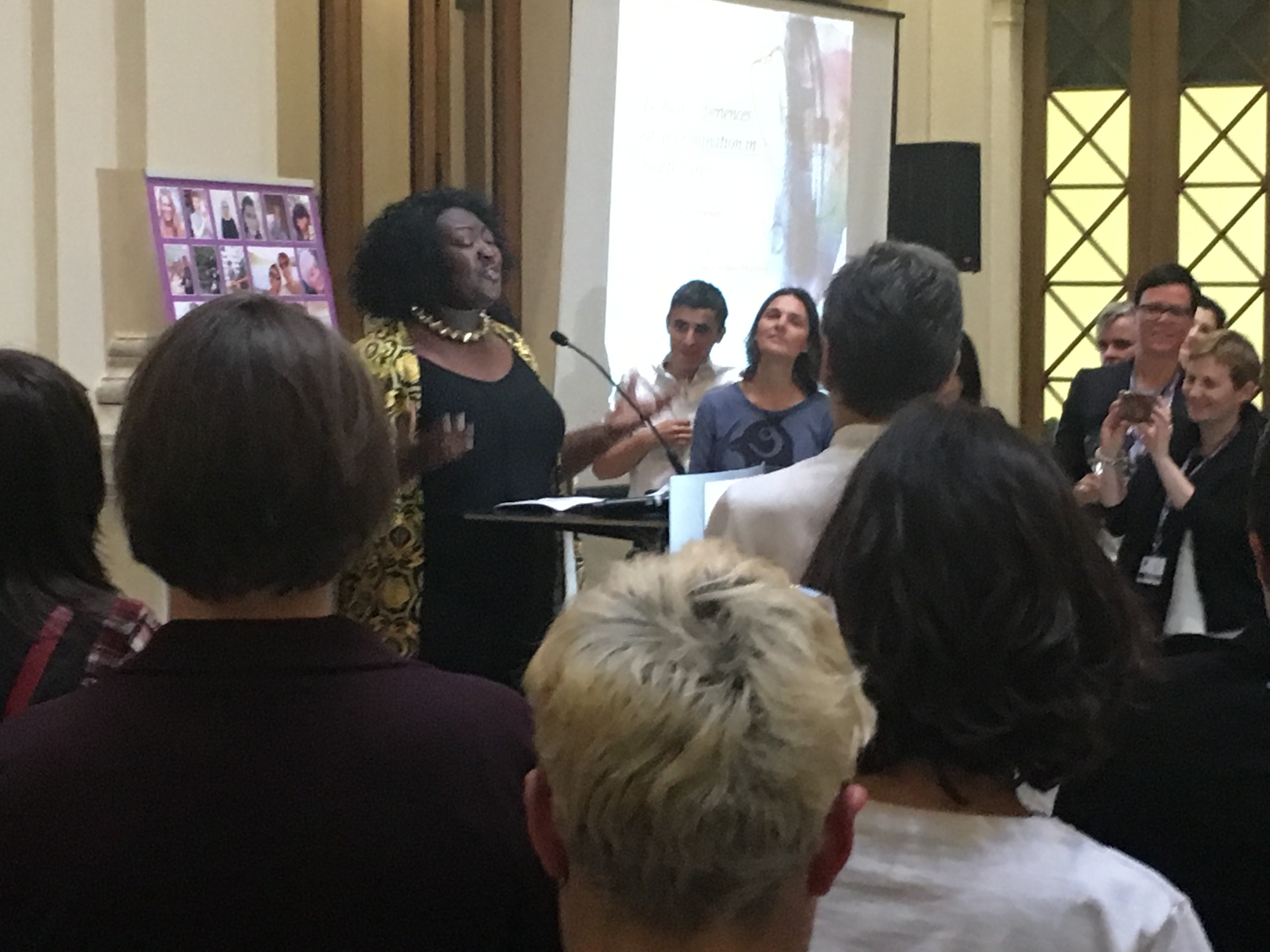
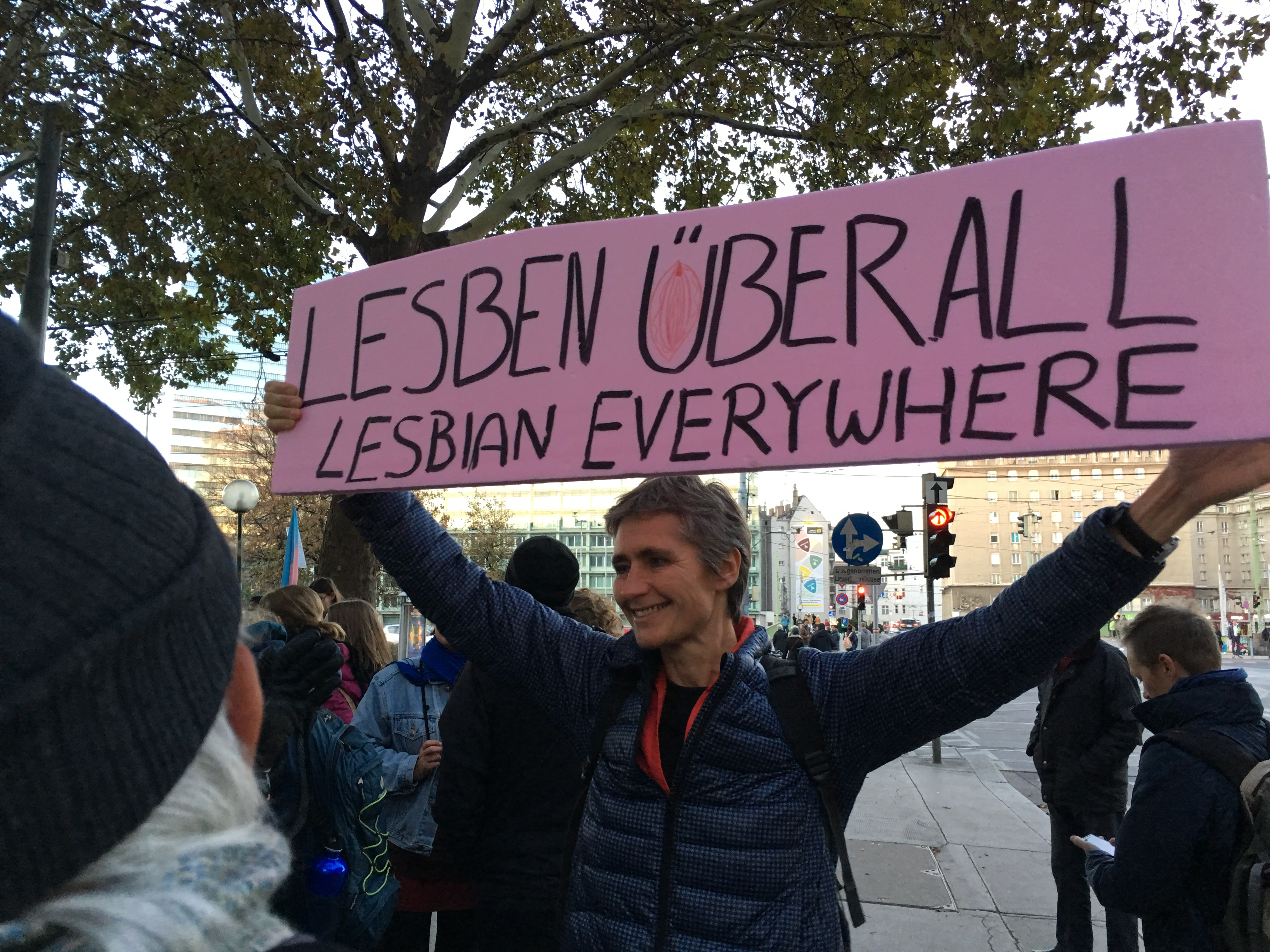
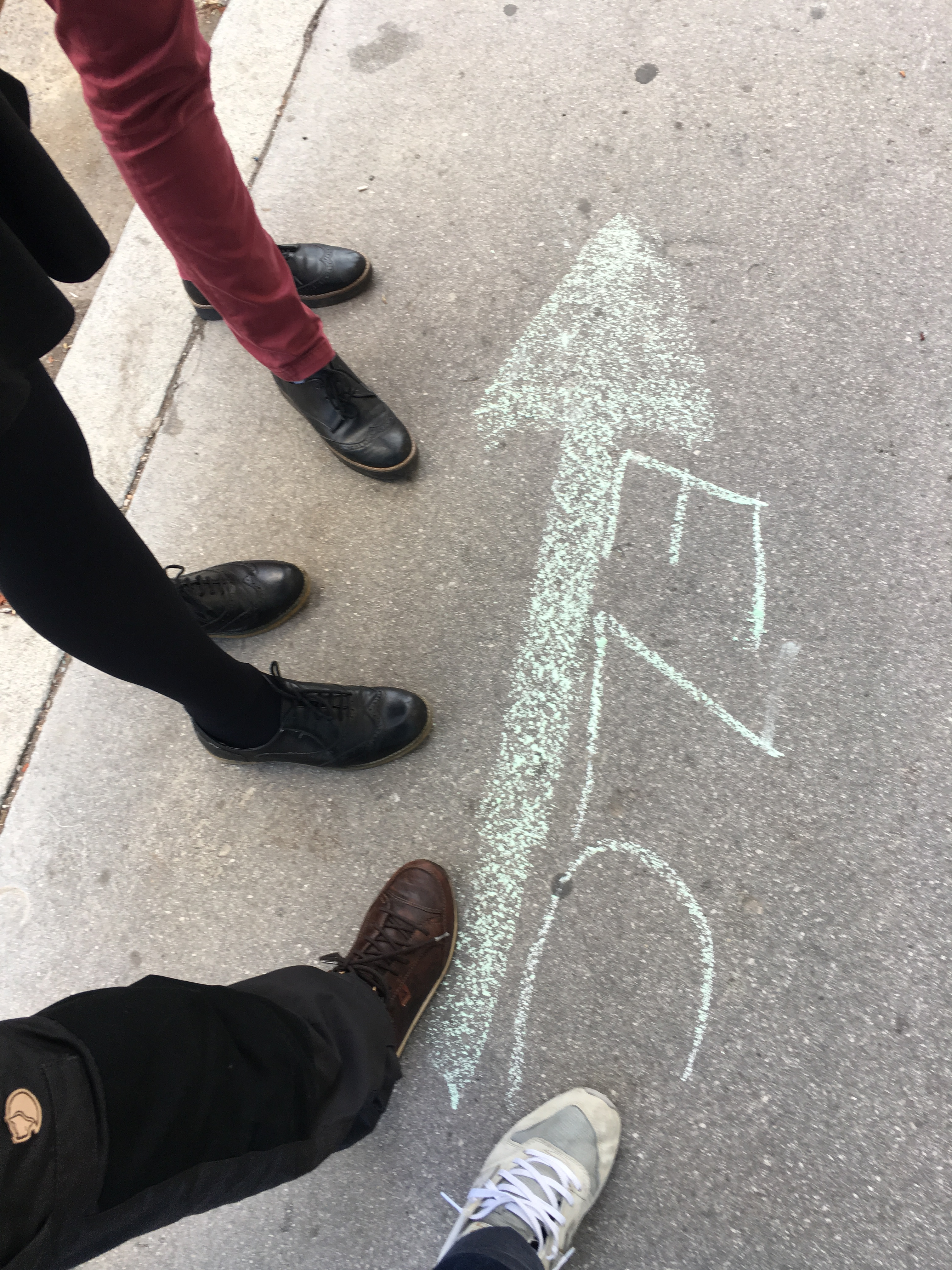
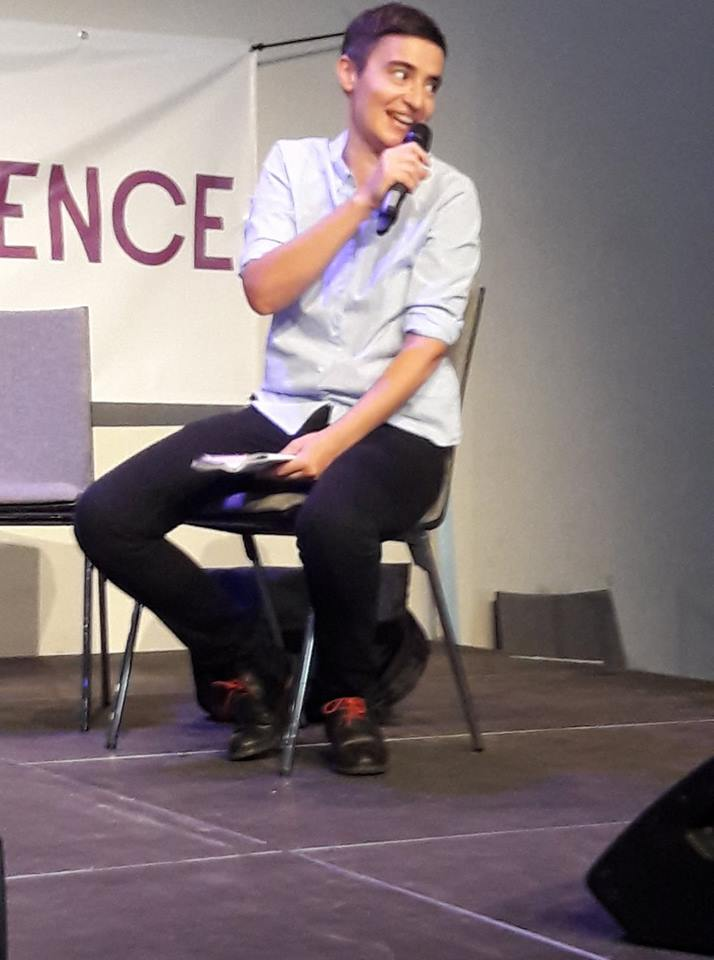

### La conférence de 2019
En 2018, un communiqué de presse annonce que la conférence de 2019 se tiendra à Kiev, en Ukraine, du 12 au 14 avril. Sylvia Casalino annonce que 350 personnes sont attendus.

## Organisation
Mariella Müller et Silvia Casalino sont élues présidentes à la fondation de l'EL*C en 2017. D'autres membres les rejoignent au conseil d'administration en 2017 :  Biljana Ginova (secrétaire), Maria von Känel (secrétaire), Luise Luksch (trésorière) et Leila Lohman, Michaela Tulipan, Ewa Dziedzic, Olena Shevchenko, Aurora Baba, Alice Coffin, Ilaria Todde, Anastasia Danilova, Pia Stevenson et Mihaela Despan. Dragana Todoriv rejoint le conseil d'administration, après la conférence de Vienne.